# 모듈러 곡선
수론과 대수기하학에서 모듈러 곡선(modular曲線, 영어: modular curve)은 상반평면의 모듈러 군의 부분군에 대한 몫공간인 리만 곡면이다. 타원곡선과 모듈러 군의 이론과 밀접한 관계를 갖는다.

## 정의
모듈러 군 {\displaystyle \operatorname {SL} (2;\mathbb {Z} )\cong \Gamma (1)}의 부분군 {\displaystyle G\subset \Gamma (1)}가 주어졌다고 하자. 만약 충분히 큰 {\displaystyle N}에 대하여 {\displaystyle \Gamma (N)\supset G}라면, {\displaystyle G}를 모듈러 군의 합동 부분군(合同部分群, 영어: congruence subgroup)이라고 하고, 이러한 가장 작은 정수 {\displaystyle N}을 합동 부분군 {\displaystyle G}의 준위(영어: level 레벨[*])라고 한다.
Γ(1)은 자연스럽게 상반평면 {\displaystyle \mathbb {H} =\{z\in \mathbb {C} \colon \operatorname {Im} z>0\}}에 작용한다. 이를 제약하여, 합동 부분군 {\displaystyle G} 또한 상반평면에 작용하게 된다. 이렇게 정의한 몫공간 {\displaystyle G\setminus \mathbb {H} }를 (비콤팩트) 모듈러 곡선 {\displaystyle Y(G)}라고 한다. 이는 일반적으로 콤팩트하지 않은 리만 곡면이다.
콤팩트한 모듈러 곡선을 얻기 위해서는 확장 상반평면(영어: extended upper-half plane)
{\displaystyle \mathbb {H} ^{*}=\mathbb {H} \cup \mathbb {Q} \cup \{i\infty \}}
을 정의하자. 그렇다면 콤팩트 모듈러 곡선을 확장 상반평면의 몫공간으로 정의할 수 있다.:58
{\displaystyle X(G)=G\setminus \mathbb {H} ^{*}=Y(G)\cup G\setminus (\mathbb {Q} \cup \{i\infty \})}
대표적인 합동 부분군 Γ0(N), Γ1(N) 및 Γ(N)에 대응하는 콤팩트 모듈러 곡선을 각각 X0(N), X1(N), X(N)이라고 적는다.

## 타원점과 첨점
합동 부분군 {\displaystyle G}의 타원점 {\displaystyle \tau \in \mathbb {H} }는 그 점에서의 {\displaystyle \mathbb {H} }-작용에 대한 안정자군 {\displaystyle G_{\tau }}가 자명하지 않는 ({\displaystyle \pm 1\subset G}보다 더 큰) 점이다.:48 이 경우, {\displaystyle G_{\tau }/\{\pm 1\}}의 크기를 타원점 {\displaystyle \tau }의 계수(영어: order)라고 한다. 타원점의 계수는 항상 2 또는 3임을 보일 수 있다. 타원점은 {\displaystyle G}의 모듈러 곡선 {\displaystyle Y(G)} 위의 한 점으로 간주할 수 있다.
합동 부분군 {\displaystyle G}의 첨점(尖點, 영어: cusp)은 :{\displaystyle G\setminus (\mathbb {Q} \cup \{i\infty \})=X(G)-Y(G)}
의 원소이다. 즉, 모듈러 곡선을 콤팩트화할 때 추가한 점들이다.

## 타원곡선과의 관계
모듈러 곡선은 소위 준위 구조(영어: level structure)를 가진 복소 타원곡선의 모듈라이 공간이다. 예를 들어, {\displaystyle X(1)}은 복소 구조 이외에 아무런 구조를 갖지 않는 복소 타원곡선의 모듈러스 공간이다. {\displaystyle \tau \in \mathbb {H} /\operatorname {PSL} (2;\mathbb {Z} )}는 타원 곡선
{\displaystyle \mathbb {C} /\Lambda (z,\tau z)}
과 대응된다. 여기서 {\displaystyle \Lambda =\Lambda (\langle z,\tau z)}는 {\displaystyle 0\neq z,\tau z\in \mathbb {C} }에 의하여 생성되는 2차원 격자이며, {\displaystyle z}는 임의의 0이 아닌 복소수다. (서로 다른 {\displaystyle z}를 취해도 동형의 타원곡선을 얻는다.)

### X(N)
X(N)의 경우, 타원곡선 {\displaystyle E} 위에 존재하는 준위 구조는 (아벨 군으로 간주한) 타원곡선에서, 다음 조건을 만족시키는 한 쌍의 점들 {\displaystyle p,q\in E}이다.:440
- {\displaystyle p}와 {\displaystyle q}의 차수는 {\displaystyle N}의 약수이다. 즉, {\displaystyle Np=Nq=0}이다.
- {\displaystyle p}와 {\displaystyle q}의 베유 쌍(Weil pairing)은 {\displaystyle e_{N}(p,q)=\exp(2\pi i/N)}이다.

복소수체의 경우, 두 {\displaystyle N}차 점
{\displaystyle p=(a+b\tau )/N}
{\displaystyle q=(c+d\tau )/N}
{\displaystyle a,b,c,d\in \mathbb {Z} /N}
의 베유 쌍은
{\displaystyle e_{N}(p,q)=\exp(2\pi i(ad-bc)/N)}
이다.
이에 따라서 {\displaystyle \{p,q\}}는 N차 꼬임 부분군
{\displaystyle \{z\in \mathbb {C} \colon Nz\in \Lambda \}}
의 기저를 이룬다. 구체적으로, 임의의 {\displaystyle \tau \in \Gamma (N)\backslash \mathbb {H} }에 대하여 이는
{\displaystyle (p,q)=(1/N,\tau /N)\in \mathbb {C} /\Lambda (1,\tau )}
로 주어진다.

### X0(N)
X0(N)의 경우, 타원곡선 위에 존재하는 준위 구조는 (아벨 군으로 간주한) 타원곡선의 N차 순환 부분군
{\displaystyle i\colon \mathbb {Z} /n\hookrightarrow C/\Lambda }
이다.:440 구체적으로, {\displaystyle \tau \in \Gamma _{0}(N)\backslash \mathbb {H} }에 대하여 이는
{\displaystyle \{0,1/N,2/N,\dots ,(N-1)/N\}\subset \mathbb {C} /\Lambda (1,\tau )}
이다.

### X1(N)
X1(N)의 경우, 타원곡선 위에 존재하는 준위 구조는 타원곡선에서 계수(order)가 {\displaystyle N}인 점 (즉, {\displaystyle Nz\in \Lambda }인 {\displaystyle z\in \mathbb {C} })이다.:439 구체적으로, {\displaystyle \tau \in \Gamma _{1}(N)\backslash \mathbb {H} }에 대하여 이는
{\displaystyle 1/N\in \mathbb {C} /\Lambda (1,\tau )}
이다.

## 성질
모듈러 곡선의 기하는 잘 알려져 있다. 일반적으로, 합동 부분군 {\displaystyle G}의 콤팩트 모듈러 곡선 {\displaystyle X(G)}의 종수(genus)는 다음과 같다.:68
{\displaystyle g(X(G))=1+|\Gamma (1):G|/12-r_{2}/4-r_{3}/3-r_{\infty }/2}
여기서
- {\displaystyle |\Gamma (1):G|}는 부분군의 지표다.
- {\displaystyle r_{2}}는 {\displaystyle G}의 계수가 2인 타원점들의 수이다.
- {\displaystyle r_{3}}는 계수가 3인 타원점들의 수이다.
- {\displaystyle r_{\infty }}는 {\displaystyle G}의 첨점들의 수이다.

## 예

### Γ(1)
모듈러 군 {\displaystyle \Gamma (1)\cong \operatorname {SL} (2;\mathbb {Z} )}의 경우, 이에 대응하는 모듈러 곡선 {\displaystyle X(1)}은 리만 구 {\displaystyle {\hat {\mathbb {C} }}}와 동형이다. 이 동형사상은 j-불변량에 의하여 주어진다.
{\displaystyle j\colon \Gamma (1)\backslash \mathbb {H} \to {\hat {\mathbb {C} }}}
이는 종수 공식으로 다음과 같이 계산할 수 있다. Γ(1)의 타원점과 첨점은 다음과 같다.
- 계수가 2인 타원점 1개 ({\displaystyle i\in \mathbb {H} })
- 계수가 3인 타원점 1개 ({\displaystyle (1+i{\sqrt {3}})/2\in \mathbb {H} })
- 첨점 1개 ({\displaystyle i\infty })

를 가진다. 따라서
{\displaystyle g=1+1/12-1/4-1/3-1/2=0}
이다. 이는 리만 구에 해당한다.

### Γ(N)
Γ(N)의 경우 {\displaystyle N>1}이면 타원점이 없다.:57 이 경우 부분군의 지표는 다음과 같다.:106
{\displaystyle |\Gamma (1):\Gamma (N)|={\begin{cases}{\frac {1}{2}}N^{3}\prod _{p|N}(1-1/p^{2})&N>2\\6&N=2\end{cases}}}
또한, 이 경우 {\displaystyle |\Gamma (1):\Gamma (N)|/N}개의 첨점이 있다.:106
따라서 이 경우 종수는
{\displaystyle g=1+|\Gamma (1):\Gamma (N)|(1/12-1/2N)}
이다. 예를 들어, {\displaystyle N=2}인 경우 세 개의 첨점을 가지며, 이에 대응하는 모듈러 곡선의 종수는
{\displaystyle g=1+6(1/12-1/4)=0}
이다.
N이 소수 p일 때는 종수 공식은 다음과 같이 간단해진다. (OEIS의 수열 A191590)
{\displaystyle g=(p+2)(p-3)(p-5)/24}
따라서 Γ1(N)의 모듈러 곡선의 성질은 다음 표와 같다.:107 부분군의 지표는 (OEIS의 수열 A001766), 첨점의 수는 (OEIS의 수열 A000114), 종수는 (OEIS의 수열 A001767)이다.
| N  | 지표 | 첨점의 수 | 계수 2 타원점의 수 | 계수 3 타원점의 수 | 종수 |
| -- | ---- | --------- | ------------------ | ------------------ | ---- |
| 1  | 1    | 1         | 1                  | 1                  | 0    |
| 2  | 6    | 3         | 0                  | 0                  | 0    |
| 3  | 12   | 4         | 0                  | 0                  | 0    |
| 4  | 24   | 6         | 0                  | 0                  | 0    |
| 5  | 60   | 12        | 0                  | 0                  | 0    |
| 6  | 72   | 12        | 0                  | 0                  | 1    |
| 7  | 168  | 24        | 0                  | 0                  | 3    |
| 8  | 192  | 24        | 0                  | 0                  | 5    |
| 9  | 324  | 36        | 0                  | 0                  | 10   |
| 10 | 360  | 36        | 0                  | 0                  | 13   |
| 11 | 66   | 60        | 0                  | 0                  | 26   |

X(1)의 경우, 리만 구면으로의 구체적인 동형사상은 j-불변량 {\displaystyle j\colon \mathbb {H} /\Gamma (1)\to {\hat {\mathbb {C} }}}에 의해 주어지고, X(2)의 경우, 리만 구면으로의 구체적인 동형사상은 모듈러 람다 함수 {\displaystyle \lambda \colon \mathbb {H} /\Gamma (2)\to {\hat {\mathbb {C} }}}에 의해 주어진다.

### Γ1(N)
Γ1(2)와 Γ1(3)는 각각 하나의 타원점을 가진다. Γ1(N)의 경우 N>3이면 타원점이 없다.:57 Γ1(N)의 지표는
{\displaystyle |\Gamma (1):\Gamma _{1}(N)|=|\Gamma (1):\Gamma (N)|/N}
이며, 첨점의 개수는 다음과 같다.:107
{\displaystyle r_{\infty }={\begin{cases}2&N=2,3\\3&N=4\\{\frac {1}{2}}\sum _{d|N}\phi (d)\phi (N/d)&N>4\end{cases}}}
({\displaystyle \phi }는 오일러 피 함수이다.)
따라서 Γ1(N)의 모듈러 곡선의 성질은 다음 표와 같다.:107
여기서 부분군의 지표는 (OEIS의 수열 A000114), 첨점의 수는 (OEIS의 수열 A029936), 종수는 (OEIS의 수열 A029937)이다.
| N  | 지표 | 첨점의 수 | 계수 2 타원점의 수 | 계수 3 타원점의 수 | 종수 |
| -- | ---- | --------- | ------------------ | ------------------ | ---- |
| 1  | 1    | 1         | 1                  | 1                  | 0    |
| 2  | 3    | 2         | 1                  | 0                  | 0    |
| 3  | 4    | 2         | 0                  | 1                  | 0    |
| 4  | 6    | 3         | 0                  | 0                  | 0    |
| 5  | 12   | 4         | 0                  | 0                  | 0    |
| 6  | 12   | 4         | 0                  | 0                  | 0    |
| 7  | 24   | 6         | 0                  | 0                  | 0    |
| 8  | 24   | 6         | 0                  | 0                  | 0    |
| 9  | 36   | 8         | 0                  | 0                  | 0    |
| 10 | 36   | 8         | 0                  | 0                  | 0    |
| 11 | 60   | 10        | 0                  | 0                  | 1    |
| 12 | 48   | 10        | 0                  | 0                  | 0    |

### Γ0(N)
Γ0(N)의 경우, 타원점과 첨점들의 수는 다음과 같다.
{\displaystyle r_{2}={\begin{cases}0&4|N\\\prod _{p|N}(1+({\tfrac {-1}{p}}))&4\not |N\end{cases}}}
{\displaystyle r_{3}={\begin{cases}0&9|N\\\prod _{p|N}(1+({\tfrac {-3}{p}}))&4\not |N\end{cases}}}
{\displaystyle r_{\infty }=\sum _{0<k|N}\phi ((d,N/d))}
여기서 {\displaystyle \phi }는 오일러 피 함수이고, {\displaystyle ({\tfrac {a}{b}})}는 르장드르 기호이다. {\displaystyle a|b}는 {\displaystyle a}가 {\displaystyle b}의 인수라는 뜻이다. {\displaystyle p|b}는 {\displaystyle p}가 {\displaystyle b}의 소인수라는 뜻이다.
이 경우 부분군의 지표는 (OEIS의 수열 A001615), 계수 2의 타원점의 수는 (OEIS의 수열 A000089), 계수 3의 타원점의 수는 (OEIS의 수열 A000086), 첨점의 수는 (OEIS의 수열 A001616), 모듈러 곡선의 종수는 (OEIS의 수열 A001617)이다.
| N  | 지표 | 첨점의 수 | 계수 2 타원점의 수 | 계수 3 타원점의 수 | 종수 |
| -- | ---- | --------- | ------------------ | ------------------ | ---- |
| 1  | 1    | 1         | 1                  | 1                  | 0    |
| 2  | 3    | 2         | 1                  | 0                  | 0    |
| 3  | 4    | 2         | 0                  | 1                  | 0    |
| 4  | 6    | 3         | 0                  | 0                  | 0    |
| 5  | 6    | 2         | 2                  | 0                  | 0    |
| 6  | 12   | 4         | 0                  | 0                  | 0    |
| 7  | 8    | 2         | 0                  | 2                  | 0    |
| 8  | 12   | 4         | 0                  | 0                  | 0    |
| 9  | 12   | 4         | 0                  | 0                  | 0    |
| 10 | 18   | 4         | 2                  | 0                  | 0    |
| 11 | 12   | 2         | 0                  | 0                  | 1    |

## 같이 보기
- 모듈러성 정리